# Zonosaurus trilineatus
Zonosaurus trilineatus — вид ящірок родини геррозаврових (Gerrhosauridae). Ендемік Мадагаскару.

## Поширення і екологія
Zonosaurus trilineatus мешкають в прибережних районах на південному заході і півдня острова Мадагаскар, в регіонах Аціму-Андрефана, Андруа і Анузі. Вони живуть в сухих, колючих тропічних лісах і чагарникових заростях, на берегах річок. Зустрічаються на висоті від 20 до 225 м над рівнем моря.